# Aktion 21
Aktion 21 - pro Bürgerbeteiligung ist ein österreichischer Dachverband für Bürgerinitiativen und wurde im Herbst 2006 als parteiunabhängige Organisation für Bürgerinitiativen gegründet mit dem Ziel, eine wirksame Beteiligung der Bevölkerung an kommunalen Planungen und Vorhaben durchzusetzen, die sich nachhaltig auf die urbane Lebensqualität auswirken können.
Der ursprünglich für Wien tätige Verband wurde 2011 auf ganz Österreich ausgeweitet. Er unterstützt Bürgerinitiativen, leistet rechtskundlichen Beistand und verschafft ihren Anliegen mehr mediale Aufmerksamkeit. Das längerfristige Ziel ist es aber, in den Stadtverfassungen mehr Rechte zur Bürgerbeteiligung zu verankern.

## Agenda 21 und Aktion 21
Agenda 21 ist ein internationales, als Instrument der Bürgerbeteiligung verabschiedetes Schlüsseldokument. Es wurde im Juni 1992 in Rio de Janeiro auf der Konferenz der Vereinten Nationen über Umwelt und Entwicklung beschlossen. Auf sie bezieht sich die Charta von Aalborg, die am 27. Mai 1994 von der Europäischen Konferenz über zukunftsbeständige Städte und Gemeinden in Aalborg (Dänemark) verabschiedet wurde. Der weltweite UNO-Gipfel für nachhaltige Entwicklung 2002 in Johannesburg hat im „Aufruf von Johannesburg“ nach dem ersten Jahrzehnt der Agenda 21 ein Jahrzehnt der „Lokalen Aktion 21“ ausgerufen – ein „Vorwärts von der Agenda zum Handeln“ als Strategie zur beschleunigten Umsetzung zukunftsbeständiger Entwicklung.
Obfrau ist Herta Wessely (* 1940), beruflich in Versicherung und Redaktion (FAZ) tätig. Ihre erste erfolgreiche Bürgerinitiative richtete sich gegen die Verbauung eines wichtigen Grundstücks, das sie 1990 mit einer Ad-hoc-Agendagruppe als „Ruhe- und Sinnesgarten“ gestaltete. Im Juni 2006 wurde der Garten als öffentlicher Park mit geologischem Steinkreis eröffnet. Wessely ist auch Mitglied der Bürgerinitiative Bacherpark und seit Mai 2004 deren Sprecherin.

## Mitglieder
Mitglieder sind Bürgerinitiativen, Vereine sowie Bürger in Österreich, denen die Teilhabe der Bevölkerung an der Planung und Entscheidungsaufbereitung von kommunalen Projekten ein demokratiepolitisches Anliegen ist.

## Aktivitäten
Im Juni 2011 wurde auf einer Pressekonferenz im Beisein von Vertretern aus den Bundesländern der Entschluss bekanntgegeben, die Plattform auf ganz Österreich auszuweiten und eine bundesweite Vernetzung von Bürgerinitiativen in ganz Österreich anzustreben. Darüber hinaus will Aktion21 auch durch Einzelmitgliedschaften eine Plattform für kritische Bürger sein.
Im Juli 2011 wurde der zuständigen Vizebürgermeisterin Maria Vassilakou, in deren Ressort „Umwelt, Stadtplanung und Verkehr“ nun auch Bürgerbeteiligung fällt, ein umfangreicher Forderungskatalog zur „Verbesserung der partizipativen Demokratie in Wien“ überreicht.

## Publikationen
- Aktion21 hat im November 2009 folgende Publikation herausgegeben: „Raus aus der Sackgasse - Bürgerinitiativen und Bürgerbeteiligung in Wien“ (Sonderzahl Verlag - Vorwort Anneliese Rohrer), ISBN 978-3-85449-324-2

Neben einem theoretischen Teil, einer Analyse der politischen Situation in Österreich und einem Ausblick, wie Bürgerbeteiligung funktionieren könnte, wird anhand von 38 Beispielen der Kampf engagierter Bürger gegen Politik und Institutionen geschildert.
- Herta Wessely, Obfrau, und Helmut Hofmann, Schriftführer und Gründungsobmann der „Aktion 21 - pro Bürgerbeteiligung“ sind Mitautoren der Publikation „Mehr Mut, Bürger!“

ISBN 978-3-9502853-2-1